# 祁志誠
祁志诚（1219年—1293年），号洞明真人，元朝全真教道士，钧州阳翟县（今河南省禹州市东南）人，丘处机四传弟子，全真道第十任掌教。
祁志诚本来家世富饶。十四岁时，被蒙古军掳至太原，为人养子。年近二十，入山学道，数年间，跟随全真道大师宋德方学道，授道号洞明子，声名渐著。1249年，至云州，在金阁山（今北京市延庆区北）筑云溪观。中统三年（1262年），丞相安童以礼迎聘，祁志诚告以修身治世之要。至元八年（1271年），担任诸路道教都提点。次年，嗣玄门掌教真人，掌管天下全真道。至元十八年（1281年），佛道之争又起，全真道再次受挫。至元二十二年（1285年），移书集贤院，推举道教提点张志仙代替自己掌教。退隐到昌平北山三元观，改观名为蓬仙道院。著有《西云集》。